# Abbaye de Baume-les-Dames
L'abbaye de Baume-les-Dames ou abbaye Sainte-Odile est une abbaye bénédictine située dans la commune de Baume-les-Dames (Doubs, France).
À l'origine nommée Palma ou Palmense Monasterium, l'abbaye bénédictine (de l'ordre de Saint-Benoît) aurait été fondée au IVe siècle, par saint Germain, archevêque de Besançon ou par Garnier, maire du palais de la comté de Bourgogne, qui mourut fin du VIe siècle,,. Elle porte le nom de sainte Odile (v. 660-720) qui s'y serait cachée pour échapper à son père et qui, selon la légende, y aurait retrouvé la vue (voir infra). L'abbaye est reconstruite au XVIIIe siècle.

## La légende
D'après les traditions de la région et un recueil conservé à l'origine à l'abbaye, saint Germain aurait été décapité en 396 par les Ariens à Grand-Fontaine et, prenant sa tête dans ses mains, il se serait relevé et dirigé vers Baume-les-Dames, où il avait créé une abbaye ainsi devenue dépositaire de son corps.
Une autre légende cite le roi de Bourgogne Gontran. Celui-ci fit un songe un jour qu'il s'était endormi après une longue partie de chasse à laquelle participait Garnier. Dans son rêve le roi vit une belette essayer de traverser un fleuve, lorsqu'un pont de fer apparut, l'animal le traversa et entra dans une caverne où il y avait un grand trésor. Le roi à son réveil raconta ce songe à Garnier et celui-ci lui dit que pendant le sommeil de son maître il avait justement aidé une belette à traverser un ruisseau en posant son épée en travers du cours d'eau : l'animal ayant trouvé ce pont de fortune traversa et disparut dans un trou à quelque distance de la source. À ces mots, les deux hommes creusèrent à l'endroit indiqué (lieu nommé plus tard Vigne-du-trésor) et découvrirent un important trésor. Le roi l'offrit pour la reconstruction de l'abbaye de Baume-les-Dames, qui avait été mise à mal par l'invasion des Huns en 451, après avoir vu s'élever des ruines de l'abbaye un nuage d'où sortait une main aux doigts étendus et dont la paume se tournait vers lui.

## Première mention
Toujours est-il qu'elle est nommée dans La Vie de saint Ermenfroy rédigée vers 720 ou 730 et dans le testament d'Anségise, abbé de Luxeuil puis de  Fontenelle daté de  831 ; mais aussi dans les textes de Glaber, religieux de Saint-Germain d'Auxerre au XIe siècle, qui raconte que les religieux de Glanseuil fuyant les Normands emportèrent dans leur périple les reliques de saint Maur (leur fondateur) jusqu'à l'abbaye de Baume « Deindèvero quasi tertiâ transmigratione, in superiore Burgundiâ, locatum Balmense occupavêre Monastrium ». De plus l'abbaye possédait le tombeau du comte Garnier, ce monument fut ouvert en 1768 sur demande de l'abbesse et il y fut trouvé des ossements très anciens. Ce tombeau fut détruit à la Révolution, quelques morceaux ont été utilisés au château d'Esnans et les ossements déposés au cimetière de Cour-les-dames. L'abbaye était très considérable du temps de Charlemagne et de Louis le Débonnaire, qui en ont fait mention dans leurs capitulaires.

## Sainte Odile
Au VIIe siècle, un miracle contribua à la renommée de l'abbaye. La fille du duc d'Alsace Odile de Hohenbourg était aveugle, et comme son père voulait la tuer, la jugeant indigne de la vie pour cela, sa mère réussit à la cacher dans cette abbaye. Les abbesses se sont occupées d'elle. Et à l'âge de treize ans, elle se fait baptiser. L'évêque l'avait appelée Odile car ça signifiait « enfant de lumière ». Et lorsqu'il lui dit « Au nom de Jésus-Christ, sois désormais éclairée des yeux du corps et des yeux de l'âme », elle retrouve la vue. Ce miracle a donc attiré beaucoup de monde à Baume-les-Dames par la suite.

## Les Abbesses
Angélique-Henriette d'Amas
L'église abbatiale actuelle a été construite entre 1738 et 1760 dans le style néo-roman par un architecte bisontin Nicolas Nicole, grâce à madame d'Amas, abbesse de Baume-les-Dames. Les travaux ont été arrêtés en 1760 car madame d'Amas avait dépensé son argent avec beaucoup d'imprévoyances et n'en avait donc plus. Ce qui explique que Nicolas Nicole a dû fermer par ce mur[Lequel ?] pour finaliser les travaux. Au départ, Nicole avait prévu une église de 44 m de long avec un clocher porche. Seul le chœur est terminé et culmine à 24 m.
Aujourd'hui, il ne reste plus que l'église abbatiale, alors qu'à l'origine l'abbaye était composée de cette église, de la cour et des bâtiments abbatiaux.
L'intérieur était décoré avec des colonnes en marbre blanc et en marbre rose de Sampans. L'autel était en précieux marbre d'Italie et les dalles en différentes pierres de couleur. Le mobilier était également très luxueux avec entre autres le lutrin de Nicole, qui a été déplacé à l'église.
Elle était dirigée par des abbesses à la tête d'un chapitre composé de quinze chanoinesses. Celle-ci et les chanoinesses devaient faire preuve de huit quartiers de noblesse paternelle et maternelle, c'est-à-dire qu'il fallait quatre générations dans la noblesse pour être considéré comme tel. Il fallait également faire les trois vœux de chasteté, pauvreté et obéissance. Les religieuses avaient embrassé l'état canonique et de ce fait vivaient comme des clercs ; elles habitaient autour de l'église dans des maisons tantôt désignées dans les chartes sous le nom d'abbaye ou de monastère, comme le décrit Egilbert dans La Vie de saint Ermenfroy. L'abbesse avait des pouvoirs considérable sur les habitants des terres que l'abbaye possédait, mais à partir de 1155 des privilèges leur furent accordés tels que la dispense de travailler ou de faire le guet aux remparts.
Les abbesses avaient aussi une activité économique pour s’assurer des revenus. Alors que depuis le début du XIe siècle elles jouissaient des revenus de plusieurs églises des environs elles se virent attribuée le revenu des édifices de Saint-Hippolyte, Dampierre-sur-le-Doubs, Saint-Maurice, Montecheroux… Des biens qui ne feront que s'accroître, au fil des siècles, tant de la part des seigneurs des alentours que des comtes de Bourgogne. De plus, elles ont construit une papeterie en 1464 sur le Doubs, en direction de Pontarlier, là elles fabriquaient le papier de chiffe, inventé dans le XIIIe siècle ; grâce à elles ce produit était commun en Franche-Comté ce qui n'était pas le cas en dehors de ses frontières.
Elles avaient également construit un pont sur le Doubs, qui permettaient d'accéder au site. C'était un pont à péage, c'est-à-dire qu'elles faisaient payer la traversée du pont pour réglementer un peu les entrées et sorties dans le site de Baume-les-Dames.
En 1791, l'abbaye ferme définitivement ses portes à cause de la Révolution et également car les abbesses avaient moins d'argent. La totalité du mobilier et les titres des chanoinesses furent alors revendus.
Achetée en 1811 par la ville, elle sert alors d'entrepôt, de halle aux grains, de salle des fêtes, de cinéma, de garage et ce patrimoine architectural ne sera pas mis en valeur comme il devrait l'être.
À partir 1982, des travaux de maçonnerie ont permis de consolider la façade principale qui menaçait de s'effondrer.

## Religieuses et personnalités célèbres
- Césarine-Elisabeth de Montrichard (entre 1762-1791)[12]

## Abbatiale
L'abbatiale fut construite de 1738 à 1760 sur un plan cruciforme en style classique et baroque. Elle a une nef brève de deux travées de structure basilicale.

## Réhabilitation

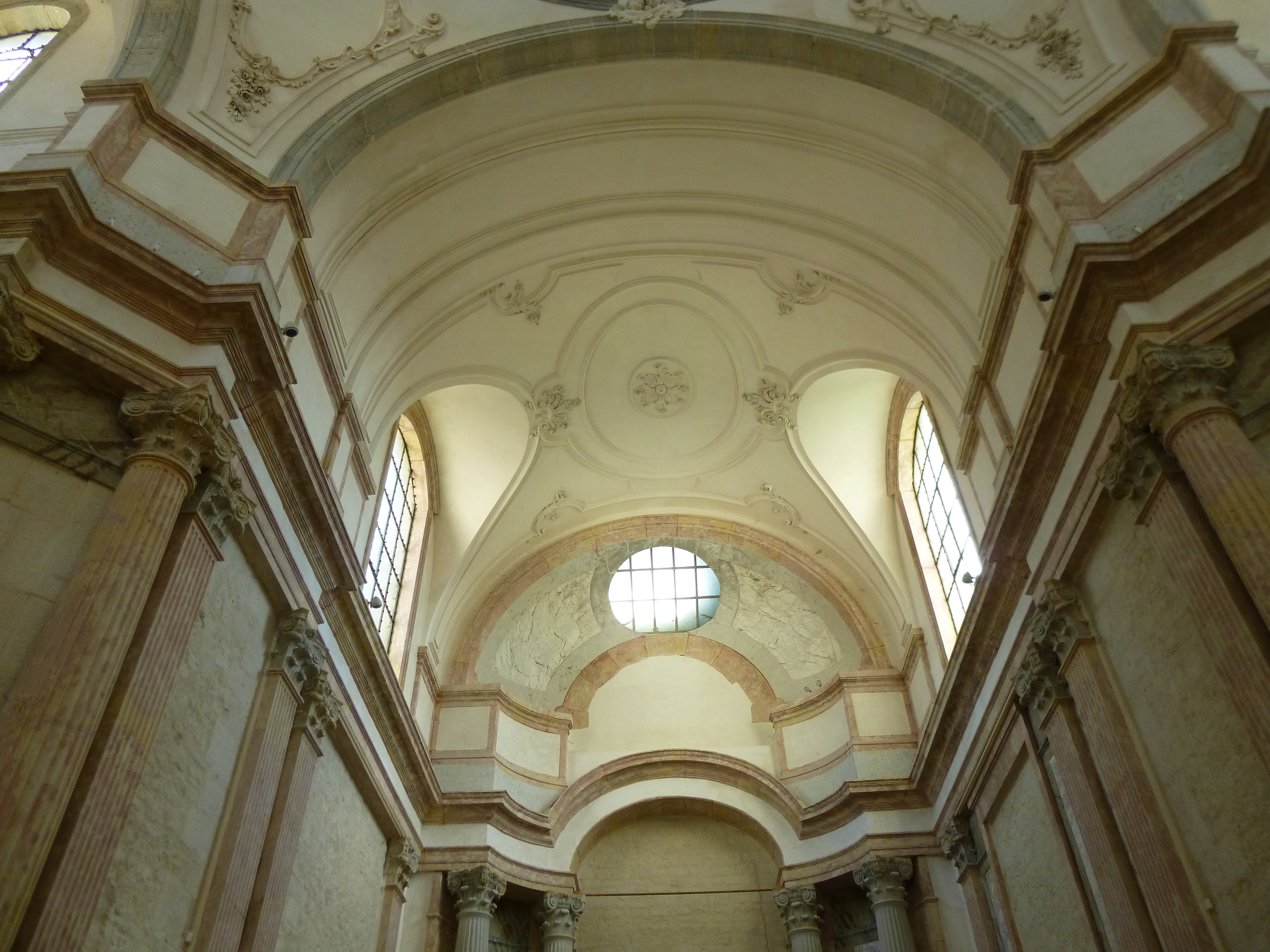
L'intérieur de l'église : voûte du chœur.

Depuis 2001, un vaste chantier de réhabilitation a été engagé par la municipalité pour redonner à l'église abbatiale sa splendeur d'antan, sous l'égide des monuments historiques et avec des cofinancements de l'État de la région et du département. Marbres, stucs, sols… même les colonnes « empruntées » par Napoléon et détruites dans l'incendie des Tuileries en 1870, à l'origine en marbre blanc, ont été remplacées par de magnifiques colonnes monolithes de calcaire blanc, taillées par l'entreprise vosgeoise Piantanida. Le résultat est stupéfiant, et l'édifice, doté maintenant d'un chauffage par le sol, d'un éclairage superbe, de loges et de commodités, est devenu un haut lieu de culture, et peut accueillir concerts, expositions, spectacles vivants et autres manifestations.

## Protections
L'ancienne église abbatiale fait l’objet d’un classement au titre des monuments historiques depuis le 12 juillet 1886.
L'ensemble des façades et toitures des bâtiments, l'ensemble des sols et des sous-sols avec les vestiges archéologiques qu'ils comprennent et les parties suivantes (l'entrée dans l'abbaye, la sacristie sud de l'église, la cave voûtée des communs, la partie du logis abbatial - 2, place de l'Abbaye -, les maisons - 6 et 8, place de l'Abbaye -) font l’objet d’une inscription au titre des monuments historiques depuis le 7 mai 2007.

## Œuvres musicales
À l'occasion du 150e anniversaire de l'Harmonie Municipale de Baume-les-Dames, le compositeur et chef d'orchestre néerlandais Jacob de Haan a composé Odilia, une ouverture pop retraçant la légende de sainte Odile. La création s'est déroulée le vendredi 18 mai 2012 au Centre d'Affaires et de Rencontres de Baume-les-Dames.
À l'occasion de l'inauguration de l'exposition Le siècle de Gutenberg, voyages au temps des premiers imprimeurs, en janvier 2012, le compositeur franc-comtois William Grosjean a composé et créé à l'église abbatiale Chronoscopie : sept questions posées au temps, pièce pour 15 instrumentistes répartis en 3 ensembles. Cette création est une commande de la ville de Baume-les-Dames, dont la partition est déposée à la médiathèque de la ville. Un enregistrement réalisé par le studio acoustique de Passavant de Philippe Muller est accessible dans le fonds audio de ladite médiathèque.
Michaël FAIVRE, compositeur et chef d'orchestre, écrit une pièce pour orchestre d'harmonie, Balma, en l'honneur de Baume-les-Dames, dont la création a eu lieu le samedi 11 mai 2019.